# Aleksandr Orłow (szef Razwiedupru)
Aleksandr Grigorjewicz Orłow (ros. Александр Григорьевич Орлов, ur. 19 lipca?/31 lipca 1898 w Permie, zm. 25 stycznia 1940 w Moskwie) – oficer rosyjski, komdiw Armii Czerwonej, szef Razwiedupru – wywiadu Armii Czerwonej (1938–1939).

## Życiorys
Do 1916 ukończył kursy prawnicze Uniwersytetu Moskiewskiego i Michajłowską Szkołę Artylerii, w latach 1918–1920 uczestnik wojny domowej w Rosji. 1920 ciężko ranny w bitwie pod Kachowką jako dowódca kompanii artylerii. 
W latach 1922–1925 wykładowca w szkole wojskowej, 1925 ukończył prawo na Wydziale Nauk Społecznych Uniwersytetu Moskiewskiego, 1925–1928 sędzia pułku, redaktor i pomocnik szefa wydziału Głównego Zarządu Armii Czerwonej. 1928–1931 szef wydziału w Wojskowej Radzie Rewolucyjnej ZSRR, 1928–1931 szef Zarządu w Zarządzie Artyleryjskim Armii Czerwonej, 1933–1934 zastępca attaché wojskowego we Francji, 1935–1937 attaché wojskowy w Niemczech i na Węgrzech. 
Od września 1937 zastępca szefa, a od października 1938 do kwietnia 1939 p.o. szefa Razwiedupru (wywiadu Armii Czerwonej). 
W kwietniu 1939 odsunięty od obowiązków szefa Razwiedupru i mianowany kierownikiem katedry języków obcych Wojskowej Akademii Artyleryjskiej im. Dzierżyńskiego. 3 czerwca 1939 aresztowany przez NKWD, 24 stycznia 1940 skazany przez Kolegium Wojskowe Sądu Najwyższego ZSRR na śmierć pod zarzutem działalności antysowieckiej i szpiegostwa, stracony następnego dnia. Skremowany w krematorium na Cmentarzu Dońskim, prochy pochowano anonimowo (obecnie mogiła zbiorowa nr 1 na Nowym Cmentarzu Dońskim).
21 maja 1955 zrehabilitowany postanowieniem Kolegium Wojskowego SN ZSRR.
20 lutego 1938 odznaczony Orderem Czerwonego Sztandaru.